# نام دوم
نام دوم (اسپانیایی: El Segundo Nombre‎) یک فیلم ترسناک اسپانیایی است که در سال ۲۰۰۲ پخش شد. این فیلم بر پایه رمان ترسناک قرارداد پدران نوشته نویسنده سبک ترسناک انگلیسی، رمزی کمبل است.